# Савеловка

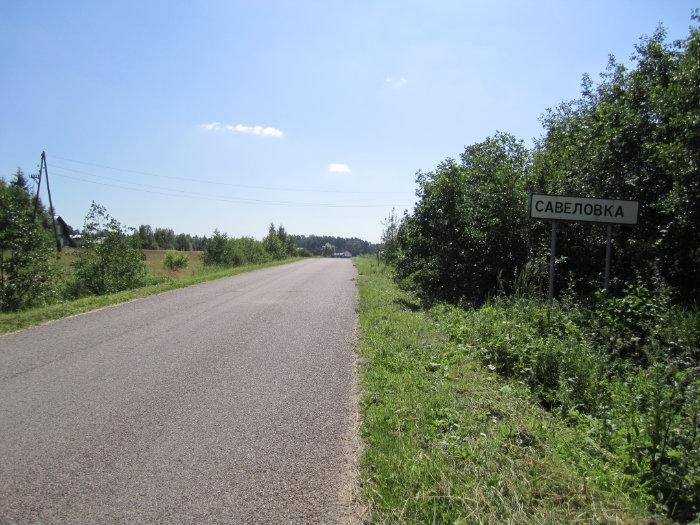

Савеловка — деревня в Наро-Фоминском районе Московской области входит в состав городского поселения Наро-Фоминск. Население — 64 чел. (2010), в деревне числятся 2 улицы и 2 садовых товариществ. До 2006 года Савеловка входила в состав Новофёдоровского сельского округа.
Савеловка расположена в центре района, на левом берегу реки Ильмы (приток Берёзовки), в 5 километрах к юго-востоку от Наро-Фоминска, высота центра над уровнем моря 207 м. Ближайшие населённые пункты — Афанасовка и Ивановка — в 2,5 и 3 км к северо-западу, и Могутово в 2 км к востоку.

## Население
| 2002 | 2006 | 2010 |
| ---- | ---- | ---- |
| 11   | ↘3   | ↗64  |